# Чарівний ліхтар

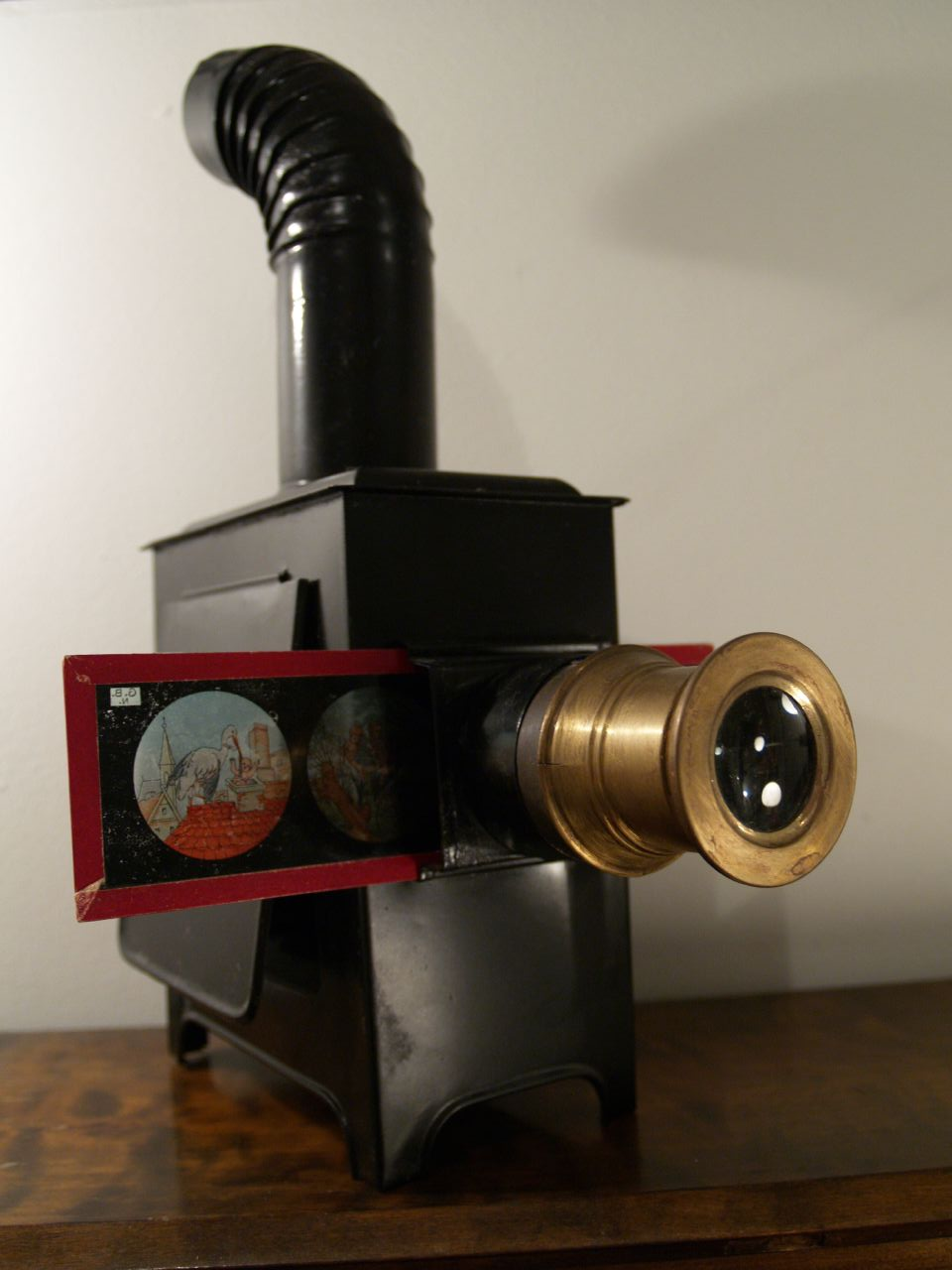
«Чарівний ліхтар»

«Чарівний ліхтар» (лат. laterna magica) або магічний ліхтар, фантаскоп, скіоптикон, лампаскоп, туманні картини — апарат для проєкції зображень, поширений в XVII — XX ст., XIX ст. — у повсюдному ужитку. Є значущим етапом в історії розвитку кінематографа.

## Конструкція

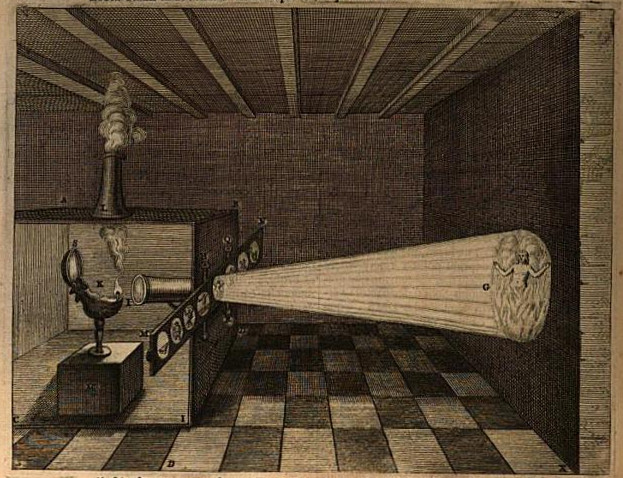
Прототип Кирхера, 1671 р.

«Чарівний ліхтар» є проєкційним апаратом і складається з дерев'яного або металевого корпусу з отвором і/або об'єктива, в корпусі розміщене джерело світла: у XVII ст. — свічка або лампада, пізніше — електрична лампа. Зображення, нанесені на пластини з скла в металевому, дерев'яному або картонному обрамленні, проєктуються через оптичну систему та отвір в лицьовій частині апарату. Джерело світла може бути посилено за допомогою рефлектора (а пізніше — і за допомогою лінзи). Часто комплектувався кожухом для забезпечення циркуляції повітря. Оптичний принцип ранніх чарівних ліхтарів ідентичний за принципом до камери-обскури, пізніше в них стали застосовувати лінзи та об'єктиви, в міру винаходу останніх. Таким чином, чарівний ліхтар є прототипом більшості сучасних проєкційних оптичних пристроїв — діапроєктора, епідіаскопа, фотозбільшувача, кінопроєктора тощо.

## Історія
Винахід «чарівного ліхтаря» належить, ймовірно, голландському вченому Християну Гюйгенсу; данський математик Thomas Walgensten вперше ввів в ужиток термін Laterna magica і став головним популяризатором апарату, подорожуючи з показами по містах Європи.

## Зображення
Розміщувалися на скляній основі, ручним або друкарським чином. Пізні фотографічні зображення кольорували. Серед останніх у XIX ст. був поширений жанр Life Model Slides — відзняті в студіях за участю акторів ілюстрування розповіді на певну тематику.
Формати пластин варіювалися в залежності від області застосування.